# Athelia decipiens
Athelia decipiens ist eine Ständerpilzart aus der Familie der Gewebehautverwandten (Atheliaceae). Sie bildet resupinate, weiße und schimmelteppichartige Fruchtkörper auf Koniferen und Laubbäumen aus. Die bekannte Verbreitung der Art umfasst mit Eurasien und Nordamerika ein holarktisches Areal.

## Merkmale

### Makroskopische Merkmale
Athelia decipiens bildet wie alle Arten aus der Gattung der Gewebehäute (Athelia) weißliche, dünne Fruchtkörper mit glattem Hymenium und unscheinbaren bis gespinstartigen Rändern aus. Sie sind resupinat, das heißt direkt auf dem Substrat anliegend, und lassen sich leicht von diesem ablösen.

### Mikroskopische Merkmale
Athelia decipiens besitzt eine für Gewebehäute typische monomitische Hyphenstruktur, das heißt, sie besitzt lediglich generative Hyphen, die dem Wachstum des Fruchtkörpers dienen. Die Hyphen sind hyalin und dünnwandig. Sie besitzen keine Schnallen, sind einfach septiert und 3–5 µm breit. Die Art verfügt nicht über Zystiden. Ihre Basidien sind hyalin, keulenförmig, 12–16 × 4–5 µm groß und keulenartig geformt. An der Basis sind sie einfach septiert, sie besitzen vier Sterigmata. Die Sporen des Pilzes sind ellipsoid geformt, 4,5–5,5 × 3–3,5 µm groß, glatt und dünnwandig sowie hyalin. Häufig kleben sie aneinander.

## Verbreitung
Die bekannte Verbreitung von Athelia decipiens umfasst weite Teile Eurasiens und Nordamerikas. In Europa gilt sie als häufige und weit verbreitete Art.

## Ökologie
Athelia decipiens ist ein Saprobiont, der Totholz von Koniferen und Laubbäumen befällt. Bekannte Substrate sind unter anderem Gemeine Fichte (Picea abies), Weiß-Tanne (Abies alba) und Stein-Eiche (Quercus ilex). Die Art ist sowohl in trockenen als auch in feuchten Wäldern zu finden.